# جوزپه دوسنا
جوزپه دوسنا (به ایتالیایی: Giuseppe Dossena) بازیکن فوتبال اهل ایتالیا است که از سال ۱۹۸۱ میلادی عضو تیم ملی فوتبال ایتالیا بوده و در ۳۸ بازی ملی حضور داشته‌است. او در بازی‌های ملی‌اش ۱ گل به ثمر رساند.
جوزپه دوسنا آخرین بازی ملی خود را در سال ۱۹۸۷ میلادی انجام داد.